# Bromus tunicatus
Bromus tunicatus är en gräsart som beskrevs av Rodolfo Amando Philippi. Bromus tunicatus ingår i släktet lostor, och familjen gräs. Inga underarter finns listade i Catalogue of Life.